# Бастия Умбра
Бастѝя У̀мбра (на италиански: Bastia Umbra) е град и община в Централна Италия, провинция Перуджа, регион Умбрия. Разположен е на 202 m надморска височина. Населението на общината е 21 965 души (към 2013 г.).